# 似小鲗属
似小鲗属（学名：Sepiolina），是耳乌贼科下的一个属。

## 下属物种
- Sepiolina nipponensis Berry, 1911
- Sepiolina petasus Kubodera & Okutani, 2011